# Nowa ziemia
Nowa ziemia – drugi album solowy. polskiego rapera W.E.N.Y. Wydawnictwo ukazało się 5 lipca 2013 roku nakładem wytwórni muzycznej Aptaun Records. Płytę w całości wyprodukował Stona. Z kolei wśród gości znaleźli się m.in. Włodi, O.S.T.R. i Jarecki. Oprawę graficzną albumu wykonał Grzegorz „Forin” Piwnicki.
Nagrania dotarły do 3. miejsca zestawienia OLiS.

## Lista utworów
Opracowano na podstawie materiału źródłowego.
1. „Imperium” (produkcja: Stona, scratche: DJ Ike)
2. „?” (produkcja: Stona, scratche: DJ Ike, gościnnie: Piotr Pacak)
3. „Wszystko” (produkcja: Stona, gościnnie: Te-Tris, Włodi)
4. „Nic.” (produkcja: Stona, scratche: DJ Technik)
5. „Tinker Hatfield” (produkcja: Stona, scratche: DJ Ike)
6. „Wzwyż” (programowanie: DJ Ike, produkcja: Stona)
7. „Najlepsze przed nami” (produkcja: Stona, gościnnie: O.S.T.R.)
8. „Świat, w którym żyjesz” (produkcja: Stona)
9. „Zapach spalin” (produkcja: Stona, gościnnie: Ras)
10. „Triumf” (produkcja: Stona, gościnnie: Jarecki)
11. „Księga wyjścia” (produkcja: Stona)
12. „Sny 2.0” (produkcja: Stona)